# Diana (альбом)
Diana (стилизовано как diana) — 10-й студийный альбом американской певицы Дайаны Росс. Вышел 22 мая 1980 года на лейбле Motown. Стал и поныне остаётся самым продаваемым альбомом певицы.
Все песни на нём были написаны и спродюсированы участниками группы Chic Найлом Роджерсом и Бернардом Эдвардсом.

## История
Музыкальный сайт Songfacts рассказывает:

Росс встретилась с продюсерским дуэтом [с Роджерсом и Эдвардсом] за кулисами концерта группы Chic в Санта-Монике, штат Калифорния. «Диана не могла поверить реакции толпы», — рассказывал Роджерс журналу Billboard. «Она сказала: „Я не видела этого со времен Jackson 5“. Она была за кулисами, танцевала и тащилась. «Мои дети заставили меня прийти и посмотреть это шоу; всё, о чем они говорили, был Chic, Chic, Chic. Вот как я хочу, чтобы моя пластинка звучала».
Росс, посчитав, что на некоторых треках её голос перекрывался музыкой, потребовала от продюсеров внести изменения. Роджерс и Эдвардс внесли незначительные поправки, чтобы её успокоить, и сказали Росс, что, если ей песни все еще не нравятся, ей придется пересвести их самой. Они были шокированы, когда Росс действительно приняла их предложение. С помощью Расса Террана, продюсера с лейбла Motown, она перемикшировала весь альбом, подчеркнув свой вокал. Роджерс был в ярости, но в конечном итоге уступил с условием, что его и Эдвардса имена не будут фигурировать в аннотациях к этим новым ремиксам.

После этого альбома Дайана Росс уйдёт с Motown и подпишет 20-миллионный контракт с лейблом RCA, на котором выпустит 6 альбомов (первый, Why Do Fools Fall in Love, выйдет в 1981 году). Но в 1989 году она вернётся и воссоединится с Найлом Роджерсом для записи своего 17-го студийного альбома Workin’ Overtime.

## Список композиций
Все песни написаны Бернардом Эдвардсом и Найлом Роджерсом.
Сторона «А»
1. «Upside Down» – 4:05
2. «Tenderness» – 3:52
3. «Friend to Friend» – 3:19
4. «I’m Coming Out» – 5:24

Сторона «Б»
1. «Have Fun (Again)» – 5:57
2. «My Old Piano» – 3:55
3. «Now That You’re Gone» – 3:59
4. «Give Up» – 3:45

## Позиции в хит-парадах
Еженедельные чарты:
| Хит-парад (1980)                    | Высшая позиция |
| ----------------------------------- | -------------- |
| США (Billboard 200)                 | 2              |
| США (Billboard R&B Albums Chart)    | 1              |
| Финляндия (Suomen virallinen lista) | 5              |
| Франция (IFOP)                      | 1              |

Годовые чарты:
| Год  | Хит-парад                          | Позиция |
| ---- | ---------------------------------- | ------- |
| 1980 | Великобритания (Gallup Poll)       | 53      |
| 1980 | Канада (RPM Year-End)              | 51      |
| 1980 | США (Billboard Top Popular Albums) | 95      |
| 1980 | США (Billboard Top Soul Albums)    | 7       |
| 1980 | ФРГ (Offizielle Top 100)           | 49      |
|      |                                    |         |
| 1981 | США (Billboard Top Popular Albums) | 59      |